# Convocazioni alla Volleyball Nations League maschile 2022
Elenco dei giocatori convocati per la Volleyball Nations League 2022.

## Argentina
| N° | Nome              | Ruolo | Data di nascita   | Squadra          |
| -- | ----------------- | ----- | ----------------- | ---------------- |
| -  | Marcelo Méndez    | All   | 20 giugno 1964    | Asseco Resovia   |
| 1  | Matías Sánchez    | P     | 20 settembre 1996 | Tourcoing        |
| 4  | Joaquín Gallego   | C     | 21 novembre 1996  | Sporting Lisbona |
| 8  | Agustín Loser     | C     | 12 ottobre 1997   | Tourcoing        |
| 9  | Santiago Danani   | L     | 12 dicembre 1995  | Charlottenburg   |
| 10 | Nicolás Lazo      | S     | 16 aprile 1995    | Montpellier      |
| 11 | Manuel Armoa      | S     | 1º dicembre 2002  | UPCN             |
| 12 | Bruno Lima        | O     | 4 febbraio 1996   | Nice             |
| 13 | Ezequiel Palacios | S     | 2 ottobre 1992    | Montpellier      |
| 15 | Luciano De Cecco  | P     | 2 giugno 1988     | Lube             |
| 16 | Luciano Palonsky  | S     | 8 luglio 1999     | Tours            |
| 17 | Luciano Vicentín  | S     | 4 aprile 2000     | Friedrichshafen  |
| 18 | Martín Ramos      | C     | 26 agosto 1991    | Narbonne         |
| 19 | Franco Massimino  | L     | 23 maggio 1988    | Chaumont         |
| 22 | Nicolás Zerba     | C     | 13 giugno 1999    | Narbonne         |
| 77 | Matías Giraudo    | P     | 13 marzo 1998     | Nice             |

## Australia
| N° | Nome               | Ruolo | Data di nascita  | Squadra           |
| -- | ------------------ | ----- | ---------------- | ----------------- |
| -  | Dave Preston       | All   | -                | McMaster          |
| 1  | Beau Graham        | C     | 17 aprile 1994   | Al-Wakrah         |
| 2  | Arshdeep Dosanjh   | P     | 30 luglio 1996   | Prisma Taranto    |
| 3  | Lorenzo Pope       | S     | 6 dicembre 1991  | Eastside Hawks    |
| 4  | Jackson Holland    | L     | 30 dicembre 1998 | -                 |
| 5  | Malachi Murch      | S     | 4 gennaio 1995   | Freiburger        |
| 7  | James Weir         | C     | 20 luglio 1995   | Rüsselsheim       |
| 8  | Trent O'Dea        | C     | 11 maggio 1994   | Porto Viro        |
| 9  | Max Staples        | S     | 27 luglio 1994   | Rüsselsheim       |
| 11 | Luke Perry         | L     | 20 novembre 1995 | Tours             |
| 13 | Thomas Heptinstall | O     | 1º marzo 1999    | -                 |
| 14 | Hamish Hazelden    | O     | 14 luglio 1996   | Calgary           |
| 15 | Conal McAinsh      | C     | 12 maggio 1997   | Ried              |
| 17 | Korben Phillips    | C     | 7 marzo 2002     | -                 |
| 21 | Nicholas Butler    | P     | 27 giugno 1997   | Spacer's Toulouse |
| 23 | Sam Flowerday      | S     | 30 maggio 2002   | Canberra Heat     |
| 27 | Max Senica         | S     | 19 agosto 1999   | -                 |
| 29 | Ethan Garrett      | S     | 1º febbraio 2001 | Al-Wahda          |
| 31 | Matthew Aubrey     | O     | 18 agosto 1997   | Floby             |

## Brasile
| N° | Nome                | Ruolo | Data di nascita  | Squadra       |
| -- | ------------------- | ----- | ---------------- | ------------- |
| -  | Renan Dal Zotto     | All   | 19 luglio 1960   | -             |
| 1  | Bruno de Rezende    | P     | 2 luglio 1986    | Modena        |
| 2  | Leonardo de Andrade | C     | 14 maggio 2002   | Sesi          |
| 4  | Franco Paese        | O     | 1º marzo 1990    | Índios Guarus |
| 6  | Adriano Cavalcante  | S     | 6 febbraio 2002  | BVC           |
| 9  | Yoandy Leal         | S     | 31 agosto 1988   | Modena        |
| 11 | Rodrigo Leão        | S     | 5 giugno 1996    | Sada          |
| 12 | Isac Santos         | C     | 13 dicembre 1990 | Sada          |
| 13 | Gabriel Vaccari     | S     | 25 dicembre 1996 | Tourcoing     |
| 14 | Fernando Kreling    | P     | 13 gennaio 1996  | Sada          |
| 15 | Maique Nascimento   | L     | 16 luglio 1997   | Minas         |
| 16 | Lucas Saatkamp      | C     | 6 marzo 1986     | BVC           |
| 17 | Thales Hoss         | L     | 26 aprile 1989   | Funvic        |
| 18 | Ricardo Lucarelli   | S     | 14 febbraio 1992 | Lube          |
| 19 | Leandro dos Santos  | C     | 13 gennaio 1993  | Tours         |
| 20 | Henrique Honorato   | S     | 18 marzo 1997    | Minas         |
| 21 | Alan de Souza       | O     | 21 marzo 1994    | Kuzbass       |
| 23 | Flávio Gualberto    | C     | 22 aprile 1993   | Callipo       |
| 25 | Victor Cardoso      | S     | 22 marzo 1999    | Sesi          |
| 28 | Darlan de Souza     | O     | 24 giugno 2002   | Sesi          |

## Bulgaria
| N° | Nome               | Ruolo | Data di nascita   | Squadra        |
| -- | ------------------ | ----- | ----------------- | -------------- |
| -  | Nikolaj Željazkov  | All   | 26 febbraio 1970  | -              |
| 1  | Denis Karjagin     | S     | 28 settembre 2002 | Milano         |
| 2  | Stefan Chavdarov   | C     | 26 luglio 1995    | Montana        |
| 3  | Nikolaj Kolev      | C     | 16 dicembre 1997  | Neftohimik     |
| 4  | Martin Atanasov    | S     | 27 settembre 1996 | Ziraat Bankası |
| 5  | Svetoslav Gocev    | C     | 31 agosto 1990    | Levski Sofia   |
| 7  | Dobromir Dimitrov  | P     | 7 luglio 1991     | CSKA Sofia     |
| 9  | Georgi Seganov     | P     | 10 giugno 1993    | Cizre          |
| 11 | Aleks Grozdanov    | C     | 28 marzo 1998     | Milano         |
| 14 | Asparuh Asparuhov  | S     | 28 luglio 2000    | Verona         |
| 15 | Radoslav Parapunov | S     | 19 giugno 1997    | Vojvodina      |
| 16 | Vladislav Ivanov   | L     | 14 marzo 1987     | Levski Sofia   |
| 17 | Samuil Valchinov   | S     | 21 dicembre 2001  | Levski Sofia   |
| 18 | Svetoslav Ivanov   | S     | 10 luglio 2000    | Cizre          |
| 21 | Ilija Petkov       | C     | 10 ottobre 1996   | Saint-Quentin  |
| 23 | Aleksandăr Nikolov | S     | 30 novembre 2003  | CSU Long Beach |
| 24 | Martin Ivanov      | L     | 4 febbraio 1992   | Neftohimik     |

## Canada
| N° | Nome               | Ruolo | Data di nascita   | Squadra           |
| -- | ------------------ | ----- | ----------------- | ----------------- |
| -  | Benjamin Josephson | All   | -                 | Trinity Western   |
| 3  | Jesse Elser        | S     | 27 maggio 1999    | Trinity Western   |
| 4  | Nicholas Hoag      | S     | 19 maggio 1992    | Arkas             |
| 5  | Eric Loeppky       | S     | 1º agosto 1998    | Padova            |
| 7  | Stephen Maar       | S     | 6 dicembre 1994   | Top Volley Latina |
| 8  | Brett Walsh        | P     | 19 febbraio 1994  | PAOK              |
| 9  | Jay Blankenau      | P     | 27 settembre 1989 | Projekt Warszawa  |
| 10 | Ryan Sclater       | O     | 10 febbraio 1994  | Arago de Sète     |
| 11 | Pearson Eshenko    | C     | 16 ottobre 1997   | Lüneburg          |
| 12 | Lucas Van Berkel   | C     | 29 novembre 1991  | Friedrichshafen   |
| 15 | Marc Wilson        | C     | 12 ottobre 1991   | Karlovarsko       |
| 17 | Ryley Barnes       | S     | 11 ottobre 1993   | PAOK              |
| 18 | Justin Lui         | L     | 8 maggio 2000     | -                 |
| 19 | Brodie Hofer       | S     | 27 aprile 2000    | Trinity Western   |
| 20 | Derek Epp          | P     | 15 giugno 1998    | Trinity Western   |
| 21 | Jackson Howe       | C     | 16 giugno 1998    | -                 |
| 24 | Mathias Elser      | L     | 3 giugno 2001     | Trinity Western   |
| 25 | Samuel Cooper      | S     | 17 giugno 2001    | McMaster          |

## Cina
| N° | Nome            | Ruolo | Data di nascita   | Squadra          |
| -- | --------------- | ----- | ----------------- | ---------------- |
| -  | Wu Sheng        | All   | 1º gennaio 1966   | -                |
| 4  | Yang Yiming     | L     | 29 settembre 1999 | -                |
| 5  | Zhang Binglong  | S     | 11 settembre 1994 | -                |
| 6  | Yu Yuantai      | S     | 3 dicembre 1997   | Jiangsu          |
| 7  | Yu Yaochen      | P     | 19 agosto 1995    | Jiangsu          |
| 8  | Yang Tianyuan   | L     | 28 giugno 1994    | Jiangsu          |
| 9  | Li Yongzhen     | C     | 7 agosto 1998     | -                |
| 10 | Liu Meng        | P     | 11 febbraio 1995  | -                |
| 11 | Jiang Zhengyang | P     | 24 luglio 2000    | -                |
| 15 | Peng Shikun     | C     | 26 agosto 2000    | Suntory Sunbirds |
| 16 | Wang Hebin      | P     | 27 giugno 1999    | -                |
| 17 | Wang Jingyi     | O     | 7 febbraio 1998   | -                |
| 18 | Yuan Dangyi     | S     | 30 novembre 1996  | -                |
| 19 | Zhang Guanhua   | O     | 10 luglio 1997    | -                |
| 21 | Miao Ruantong   | C     | 21 maggio 1995    | -                |
| 22 | Zhang Jingyin   | S     | 20 dicembre 1999  | Zhejiang         |

## Francia
| N° | Nome                  | Ruolo | Data di nascita  | Squadra               |
| -- | --------------------- | ----- | ---------------- | --------------------- |
| -  | Andrea Giani          | All   | 22 aprile 1970   | Modena                |
| 1  | Barthélémy Chinenyeze | C     | 28 febbraio 1998 | Powervolley Milano    |
| 2  | Jenia Grebennikov     | L     | 13 agosto 1990   | Zenit San Pietroburgo |
| 3  | Raphaël Corre         | P     | 21 novembre 1989 | Chaumont              |
| 4  | Jean Patry            | O     | 27 dicembre 1996 | Powervolley Milano    |
| 5  | Jérémie Mouiel        | L     | 4 maggio 1995    | Cannes                |
| 6  | Benjamin Toniutti     | P     | 30 ottobre 1989  | Jastrzębski Węgiel    |
| 7  | Kévin Tillie          | S     | 2 novembre 1990  | Tours                 |
| 9  | Earvin N'Gapeth       | S     | 12 febbraio 1991 | Modena                |
| 11 | Antoine Brizard       | P     | 22 maggio 1994   | You Energy            |
| 12 | Stéphen Boyer         | O     | 10 aprile 1996   | Jastrzębski Węgiel    |
| 14 | Nicolas Le Goff       | C     | 15 febbraio 1992 | Montpellier           |
| 15 | Médéric Henry         | C     | 20 giugno 1995   | Plessis-Robinson      |
| 17 | Trévor Clévenot       | S     | 28 giugno 1994   | Jastrzębski Węgiel    |
| 19 | Yacine Louati         | S     | 4 marzo 1992     | Fenerbahçe            |
| 20 | Benjamin Diez         | L     | 4 aprile 1998    | Paris                 |
| 22 | Pierre Derouillon     | S     | 6 giugno 1999    | Tours                 |
| 24 | Moussé Guey           | C     | 11 novembre 1996 | Chaumont              |
| 25 | Quentin Jouffroy      | C     | 5 luglio 1993    | Narbonne              |

## Germania
| N° | Nome             | Ruolo | Data di nascita   | Squadra           |
| -- | ---------------- | ----- | ----------------- | ----------------- |
| -  | Michał Winiarski | All   | 28 settembre 1983 | Trefl Gdańsk      |
| 1  | Christian Fromm  | S     | 15 agosto 1990    | Al-Arabi          |
| 2  | Johannes Tille   | P     | 7 maggio 1997     | Saint-Nazaire     |
| 4  | Leonard Graven   | L     | 22 aprile 2004    | Dachau            |
| 5  | Moritz Reichert  | S     | 15 marzo 1995     | Trefl Gdańsk      |
| 10 | Julian Zenger    | L     | 1º gennaio 1997   | Trentino          |
| 11 | Lukas Kampa      | P     | 29 novembre 1986  | Trefl Gdańsk      |
| 14 | Moritz Karlitzek | S     | 12 agosto 1996    | Arago de Sète     |
| 15 | Franz Hüther     | C     | 1º maggio 2002    | Netzhoppers       |
| 16 | Eric Burggräf    | P     | 3 marzo 1999      | Dürener           |
| 17 | Jan Zimmermann   | P     | 12 febbraio 1993  | Padova            |
| 18 | Florian Krage    | C     | 11 gennaio 1997   | Cuprum Lubin      |
| 19 | Erik Röhrs       | S     | 24 aprile 2001    | Dürener           |
| 20 | Linus Weber      | O     | 1º novembre 1999  | Padova            |
| 21 | Tobias Krick     | C     | 22 ottobre 1998   | Top Volley Latina |
| 22 | Tobias Brand     | S     | 9 luglio 1998     | Dürener           |
| 23 | Yannick Goralik  | C     | 23 ottobre 1997   | Netzhoppers       |
| 25 | Lukas Maase      | C     | 28 agosto 1998    | Friedrichshafen   |
| 29 | Leon Dervisaj    | P     | 7 settembre 1996  | Rüsselsheim       |
| 32 | Iven Ferch       | C     | 18 settembre 1997 | Herrsching        |
| 38 | Tim Peter        | S     | 8 settembre 1997  | Herrsching        |
| 40 | Max Schulz       | S     | 25 agosto 2002    | Netzhoppers       |

## Giappone
| N° | Nome              | Ruolo | Data di nascita  | Squadra               |
| -- | ----------------- | ----- | ---------------- | --------------------- |
| -  | Philippe Blain    | All   | 20 maggio 1960   | -                     |
| 1  | Yūji Nishida      | O     | 30 gennaio 2000  | Callipo               |
| 2  | Taishi Onodera    | C     | 27 febbraio 1996 | JT Thunders Hiroshima |
| 5  | Tatsunori Ōtsuka  | S     | 5 novembre 2000  | Panasonic Panthers    |
| 6  | Akihiro Yamauchi  | C     | 30 novembre 1993 | Panasonic Panthers    |
| 7  | Kenta Takanashi   | S     | 25 marzo 1997    | WolfDogs Nagoya       |
| 8  | Masahiro Sekita   | P     | 20 novembre 1993 | Cuprum Lubin          |
| 9  | Masaki Oya        | P     | 11 dicembre 1995 | Suntory Sunbirds      |
| 10 | Kentarō Takahashi | C     | 8 febbraio 1995  | Toray Arrows          |
| 11 | Shoma Tomita      | S     | 20 giugno 1997   | Toray Arrows          |
| 12 | Ran Takahashi     | S     | 2 settembre 2001 | Padova                |
| 13 | Tomohiro Ogawa    | L     | 4 luglio 1996    | WolfDogs Nagoya       |
| 14 | Yūki Ishikawa     | S     | 11 dicembre 1995 | Powervolley Milano    |
| 16 | Kento Miyaura     | O     | 22 febbraio 1999 | JTEKT Stings          |
| 20 | Tomohiro Yamamoto | L     | 5 novembre 1994  | Sakai Blazers         |
| 21 | Motoki Eiro       | P     | 8 giugno 1996    | WolfDogs Nagoya       |
| 26 | Go Murayama       | C     | 30 luglio 1998   | JTEKT Stings          |

## Iran
| N° | Nome                        | Ruolo | Data di nascita   | Squadra               |
| -- | --------------------------- | ----- | ----------------- | --------------------- |
| -  | Behrouz Ataei               | All   | 5 agosto 1970     | -                     |
| 1  | Mahdi Jelveh                | C     | 21 maggio 2001    | Foolad Sirjan Iranian |
| 2  | Milad Ebadipour             | S     | 17 ottobre 1993   | Skra Bełchatów        |
| 3  | Reza Abedini                | C     | 19 maggio 1991    | Shahdab Yazd          |
| 5  | Amir Toukhteh               | C     | 9 aprile 2001     | Radnički Kragujevac   |
| 7  | Esmaeil Mosaferdashliboroun | S     | 21 novembre 1997  | -                     |
| 8  | Mohammad Hazratpour         | L     | 31 marzo 1999     | Paykan                |
| 9  | Mohammadreza Moazzen        | L     | 20 settembre 1991 | Shahdab Yazd          |
| 11 | Saber Kazemi                | O     | 24 dicembre 1998  | Al-Arabi              |
| 13 | Ali Ramezani                | P     | 5 maggio 1998     | Haraz Amol            |
| 16 | Abolfazl Gholipour          | L     | 21 gennaio 1993   | -                     |
| 17 | Amin Esmaeilnezhad          | O     | 17 dicembre 1996  | Shahdab Yazd          |
| 18 | Mohammad Vadi               | P     | 10 ottobre 1989   | Paykan                |
| 19 | Ehsan Daneshdoust           | S     | 1º gennaio 2000   | Palembang BSB         |
| 21 | Amir Sarlak                 | S     | 10 maggio 2001    | Haraz Amol            |
| 22 | Amirhossein Esfandiar       | S     | 24 gennaio 1999   | Haraz Amol            |
| 23 | Bardia Saadat               | O     | 12 febbraio 2002  | Top Volley Latina     |
| 25 | Fazel Pazhooman             | P     | 21 agosto 1993    | Shahdab Yazd          |
| 26 | Mehrab Malakisorkhi         | C     | 8 aprile 1998     | -                     |
| 40 | Morteza Sharifi             | S     | 27 maggio 1999    | Spor Toto             |

## Italia
| N° | Nome                   | Ruolo | Data di nascita   | Squadra            |
| -- | ---------------------- | ----- | ----------------- | ------------------ |
| -  | Ferdinando De Giorgi   | All   | 10 ottobre 1961   | -                  |
| 1  | Giulio Pinali          | O     | 2 aprile 1997     | Trentino           |
| 2  | Fabio Ricci            | C     | 11 luglio 1994    | Sir Safety Perugia |
| 3  | Francesco Recine       | S     | 7 febbraio 1999   | You Energy         |
| 4  | Oreste Cavuto          | S     | 5 dicembre 1996   | Trentino           |
| 5  | Alessandro Michieletto | S     | 5 dicembre 2001   | Trentino           |
| 6  | Simone Giannelli       | P     | 9 agosto 1996     | Sir Safety Perugia |
| 7  | Fabio Balaso           | L     | 20 ottobre 1995   | Lube               |
| 8  | Riccardo Sbertoli      | P     | 23 maggio 1998    | Trentino           |
| 9  | Ivan Zaytsev           | O     | 2 ottobre 1988    | Lube               |
| 10 | Marco Falaschi         | P     | 18 settembre 1987 | Prisma Taranto     |
| 11 | Davide Gardini         | S     | 11 febbraio 1999  | Brigham Young      |
| 12 | Mattia Bottolo         | S     | 3 gennaio 2000    | Padova             |
| 13 | Lorenzo Cortesia       | C     | 26 luglio 1999    | Verona             |
| 14 | Gianluca Galassi       | C     | 24 luglio 1997    | Milano             |
| 15 | Daniele Lavia          | S     | 4 novembre 1999   | Trentino           |
| 16 | Yuri Romanò            | O     | 26 luglio 1997    | Powervolley Milano |
| 17 | Simone Anzani          | C     | 24 febbraio 1992  | Lube               |
| 18 | Fabrizio Gironi        | S     | 18 marzo 2000     | Prisma Taranto     |
| 19 | Roberto Russo          | C     | 23 febbraio 1997  | Sir Safety Perugia |
| 21 | Alessandro Piccinelli  | L     | 30 gennaio 1997   | Sir Safety Perugia |
| 24 | Leonardo Scanferla     | L     | 4 dicembre 1998   | You Energy         |
| 25 | Marco Vitelli          | C     | 4 aprile 1996     | Padova             |
| 30 | Leandro Mosca          | C     | 5 settembre 2000  | Powervolley Milano |

## Paesi Bassi
| N° | Nome                 | Ruolo | Data di nascita   | Squadra            |
| -- | -------------------- | ----- | ----------------- | ------------------ |
| -  | Roberto Piazza       | All   | 29 gennaio 1968   | Powervolley Milano |
| 2  | Wessel Keemink       | P     | 29 maggio 1993    | Karlovarsko        |
| 3  | Maarten van Garderen | S     | 24 gennaio 1990   | Modena             |
| 4  | Thijs ter Horst      | S     | 18 settembre 1991 | Sir Safety Perugia |
| 5  | Luuk van der Ent     | C     | 27 luglio 1998    | Herrsching         |
| 7  | Gijs Jorna           | S     | 30 maggio 1989    | Spacer's Toulouse  |
| 8  | Fabian Plak          | C     | 23 luglio 1997    | Chaumont           |
| 9  | Steven Ottevanger    | L     | 7 gennaio 1995    | Lycurgus           |
| 10 | Stijn van Tilburg    | O     | 7 aprile 1996     | Giesen             |
| 12 | Bennie Tuinstra      | S     | 12 settembre 2000 | Ziraat Bankası     |
| 13 | Mats Bleeker         | L     | 7 maggio 1998     | Orion              |
| 14 | Nimir Abdel-Aziz     | O     | 5 febbraio 1992   | Paykan             |
| 15 | Gijs van Solkema     | P     | 21 maggio 1998    | Kladno             |
| 17 | Michaël Parkinson    | C     | 23 novembre 1991  | Czarni Radom       |
| 18 | Robbert Andringa     | S     | 28 aprile 1990    | AZS Olsztyn        |
| 19 | Freek de Weijer      | P     | 30 ottobre 1995   | Kīfisia            |
| 22 | Twan Wiltenburg      | C     | 20 gennaio 1997   | Top Volley Latina  |

## Polonia
| N° | Nome                | Ruolo | Data di nascita   | Squadra            |
| -- | ------------------- | ----- | ----------------- | ------------------ |
| -  | Nikola Grbić        | All   | 6 settembre 1973  | Sir Safety Perugia |
| 1  | Bartłomiej Lipiński | S     | 16 novembre 1996  | Trefl Gdańsk       |
| 2  | Maciej Muzaj        | O     | 21 maggio 1994    | Asseco Resovia     |
| 3  | Jakub Popiwczak     | L     | 17 aprile 1996    | Jastrzębski Węgiel |
| 4  | Łukasz Kozub        | P     | 3 novembre 1997   | Trefl Gdańsk       |
| 5  | Łukasz Kaczmarek    | O     | 29 giugno 1994    | ZAKSA              |
| 6  | Bartosz Kurek       | O     | 29 agosto 1988    | WolfDogs Nagoya    |
| 7  | Karol Kłos          | C     | 8 agosto 1989     | Skra Bełchatów     |
| 10 | Bartosz Bednorz     | S     | 25 luglio 1994    | Zenit-Kazan        |
| 12 | Grzegorz Łomacz     | P     | 1º ottobre 1987   | Skra Bełchatów     |
| 13 | Rafał Szymura       | S     | 29 agosto 1995    | Jastrzębski Węgiel |
| 14 | Aleksander Śliwka   | S     | 24 maggio 1995    | ZAKSA              |
| 15 | Jakub Kochanowski   | C     | 17 luglio 1997    | Asseco Resovia     |
| 16 | Kamil Semeniuk      | S     | 16 luglio 1996    | ZAKSA              |
| 17 | Paweł Zatorski      | L     | 21 giugno 1990    | Asseco Resovia     |
| 18 | Bartosz Kwolek      | S     | 17 luglio 1997    | Projekt Warszawa   |
| 19 | Marcin Janusz       | P     | 21 luglio 1994    | ZAKSA              |
| 20 | Mateusz Bieniek     | C     | 5 aprile 1994     | Skra Bełchatów     |
| 21 | Tomasz Fornal       | S     | 31 agosto 1997    | Jastrzębski Węgiel |
| 22 | Karol Urbanowicz    | C     | 24 febbraio 2001  | Trefl Gdańsk       |
| 23 | Karol Butryn        | O     | 18 giugno 1993    | AZS Olsztyn        |
| 27 | Kamil Szymura       | L     | 29 gennaio 1999   | Cuprum Lubin       |
| 72 | Mateusz Poręba      | C     | 24 agosto 1999    | AZS Olsztyn        |
| 96 | Jan Firlej          | P     | 26 settembre 1996 | AZS Olsztyn        |

## Serbia
| N° | Nome                    | Ruolo | Data di nascita  | Squadra             |
| -- | ----------------------- | ----- | ---------------- | ------------------- |
| -  | Igor Kolaković          | All   | 4 giugno 1965    | Warta Zawiercie     |
| 1  | Uroš Nikolić            | C     | 27 luglio 1998   | Verona              |
| 4  | Nemanja Petrić          | S     | 28 luglio 1987   | Belogor'e           |
| 5  | Milan Katić             | S     | 22 ottobre 1993  | Milano              |
| 6  | Nikola Peković          | L     | 6 marzo 1990     | Friedrichshafen     |
| 7  | Petar Krsmanović        | C     | 1º giugno 1990   | Kuzbass             |
| 9  | Nikola Jovović          | P     | 13 febbraio 1992 | Dinamo-LO           |
| 10 | Miran Kujundžić         | S     | 19 giugno 1997   | Paris               |
| 12 | Pavle Perić             | S     | 7 agosto 1998    | Olympiakos          |
| 14 | Aleksandar Atanasijević | O     | 4 settembre 1991 | Skra Bełchatów      |
| 15 | Nemanja Mašulović       | C     | 5 ottobre 1995   | ACH Volley          |
| 18 | Marko Podraščanin       | C     | 29 agosto 1997   | Trentino            |
| 20 | Srećko Lisinac          | C     | 17 maggio 1992   | Trentino            |
| 21 | Vuk Todorović           | P     | 23 aprile 1998   | ACH Volley          |
| 23 | Božidar Vučićević       | O     | 9 dicembre 1998  | Halkbank            |
| 28 | Lazar Marinović         | S     | 7 giugno 1998    | Partizan            |
| 29 | Aleksandar Nedeljković  | C     | 27 ottobre 1997  | Lvi Praha           |
| 30 | Lazar Koprivica         | L     | 8 novembre 1991  | Radnički Kragujevac |
| 32 | Nikola Meljanac         | O     | 15 gennaio 1999  | Stella Rossa        |
| 33 | Dušan Petković          | O     | 27 gennaio 1992  | Projekt Warszawa    |
| 35 | Andrej Rudić            | C     | 17 febbraio 1999 | Vojvodina           |
| 39 | Andrija Vulikić         | P     | 2 febbraio 1997  | Spartak Subotica    |

## Slovenia
| N° | Nome             | Ruolo | Data di nascita   | Squadra               |
| -- | ---------------- | ----- | ----------------- | --------------------- |
| -  | Mark Lebedew     | All   | 6 maggio 1967     | Friedrichshafen       |
| 1  | Tonček Štern     | O     | 14 novembre 1995  | You Energy            |
| 2  | Alen Pajenk      | C     | 23 aprile 1986    | Olympiakos            |
| 3  | Uroš Planinšič   | P     | 9 maggio 1998     | Maribor               |
| 4  | Jan Kozamernik   | C     | 24 dicembre 1995  | Asseco Resovia        |
| 6  | Mitja Gasparini  | O     | 26 giugno 1984    | Kamnik                |
| 7  | Jan Kozamernik   | C     | 24 novembre 1995  | Asseco Resovia        |
| 8  | Črtomir Bošnjak  | S     | 21 settembre 2000 | Črnuče                |
| 9  | Dejan Vinčić     | P     | 15 settembre 1986 | Friedrichshafen       |
| 10 | Sašo Štalekar    | C     | 3 maggio 1996     | Panathīnaïkos         |
| 11 | Danijel Koncilja | C     | 4 settembre 1990  | Cannes                |
| 12 | Jan Klobučar     | L     | 11 dicembre 1992  | Kamnik                |
| 13 | Jani Kovačič     | L     | 14 giugno 1992    | ACH Volley            |
| 14 | Žiga Štern       | S     | 2 gennaio 1994    | Foinikas Syro         |
| 15 | Matic Videčnik   | C     | 31 luglio 1993    | ACH Volley            |
| 16 | Gregor Ropret    | P     | 1º marzo 1989     | Cambrai               |
| 17 | Tine Urnaut      | S     | 3 settembre 1988  | Zenit San Pietroburgo |
| 18 | Klemen Čebulj    | S     | 21 febbraio 1992  | Asseco Resovia        |
| 19 | Rok Možič        | S     | 17 gennaio 2002   | Verona                |

## Stati Uniti
| N° | Nome               | Ruolo | Data di nascita   | Squadra            |
| -- | ------------------ | ----- | ----------------- | ------------------ |
| -  | John Speraw        | All   | 18 ottobre 1971   | UC Los Angeles     |
| 2  | Aaron Russell      | S     | 4 giugno 1993     | You Energy         |
| 3  | James Shaw         | P     | 5 marzo 1994      | -                  |
| 4  | Jeffrey Jendryk    | C     | 15 settembre 1995 | Charlottenburg     |
| 5  | Kyle Ensing        | O     | 6 marzo 1997      | Maccabi Tel Aviv   |
| 6  | Mitchell Stahl     | C     | 31 agosto 1994    | Stal Nysa          |
| 7  | Jacob Pasteur      | S     | 5 giugno 2002     | Ohio State         |
| 8  | Torey DeFalco      | S     | 10 aprile 1997    | AZS Olsztyn        |
| 9  | Jake Hanes         | O     | 3 maggio 1998     | Bielsko-Bialskie   |
| 10 | Kyle Dagostino     | L     | 18 maggio 1995    | Raision Loimu      |
| 11 | Micah Christenson  | P     | 8 maggio 1993     | Zenit-Kazan        |
| 13 | Patrick Gasman     | C     | 2 gennaio 1997    | Funvic             |
| 15 | Kyle Russell       | O     | 25 agosto 1993    | Samsung Bluefangs  |
| 16 | Joshua Tuaniga     | P     | 18 marzo 1997     | Ślepsk Suwałki     |
| 17 | Thomas Jaeschke    | S     | 4 settembre 1993  | Powervolley Milano |
| 18 | Garrett Muagututia | S     | 26 febbraio 1988  | Al-Ahly            |
| 20 | David Smith        | C     | 15 maggio 1985    | ZAKSA              |
| 21 | Mason Briggs       | L     | 21 gennaio 2001   | CSU Long Beach     |
| 22 | Erik Shoji         | L     | 24 agosto 1989    | ZAKSA              |
| 23 | Cody Kessel        | S     | 3 dicembre 1991   | Charlottenburg     |
| 27 | Tyler Mitchem      | C     | 24 maggio 1998    | Lewis              |